# Slideshare
Slideshare és un 2.0 web basat en un servei de hosting de diapositives. Els usuaris poden carregar i compartir arxius privats o públics en els següents formats d'arxiu: Powerpoint, OpenOffice, PDF, Keynote o OpenDocument per ser visualitzades en línia amb el format flash. El pes màxim per arxius és de 20 Mb. A més a més, es pot afegir la presentació un cop ja ha estat incorporada en aquesta pàgina o en d'altres com un blog o un wiki mitjançant un codi embed.
Una vegada la informació ha estat processada aquesta es pot veure a través de la mateixa URL de forma completa. D'altra banda, podem compartir-la a través del correu electrònic.
Slideshare també ofereix als usuaris la possibilitat de compartir les seves presentacions Powerpoint de forma pública o privada, així com documents Word i arxius en format PDF, sense la necessitat d'adjuntar arxius en els nostres correus i de publicar-los en la nostra web o blog. A més a més, aquest producte permet l'opció de crear grups entre usuaris de SlideShare amb interessos similars.
Cada mes SlideShare rep 60 milions de visites i 120 milions de pàgines vistes. Per tant, SlideShare se situa al capdamunt dels 150 llocs d'Internet més vistos.

## Història
Slideshare va néixer el 4 d'octubre de 2006, el lloc web és considerat com símil del Youtube, però per a presentacions de diapositives. Originalment va ser concebut per a ser utilitzat per les empreses per compartir diapositives entre els seus treballadors amb més facilitat, però des de llavors el seu ús s'ha estès i ara també és utilitzat com a entreteniment.
Slideshare ofereix als usuaris la possibilitat de qualificar, comentar i compartir el contingut pujat. La llista actual d'inversors inclou Venrock, David Siminoff i Dev Kahre.
Alguns dels usuaris més notables de Slideshare són la Casa Blanca, la NASA, el Fòrum Econòmic Mundial, Hewlett Packard i IBM entre d'altres.

## Administració i direcció
Rashmi Sinha és la CEO i la cofundadora de l'Slideshare, i també la responsable d'aliances i estratègia del producte. Rashmi Sinha va ser nomenada com una de les dones més influents dins de l'àmbit Web 2.0 per la companyia FastCompany.
Jonathan Boutelle és el CTO de l'Slideshare i va tenir la idea inicial del producte. És l'altre fundador del lloc web i el marit de Rashmi Sinha.
Amit Ranjan, el COO encapála l'equip de desenvolupament de Slideshare de l'Índia i se centra en la gestió de productes, contingut i comunitat.
Amb més de 16 milions d'usuaris registrats, Slideshare va ser votat com a millor instrument per a l'educació i e-learning l'any 2010. El 4 de maig de 2012, Slideshare va ser adquirit per Linkedin, la xarxa social per a professionals de referència, on va informar que el preu de l'acord era de 118.750.000 de dòlars.
Al desembre de 2013 Slideshare es va renovar donant un nou gir visual a la pàgina principal, incloent imatges més grans.

## Funció Zipcasts
El febrer del 2011 Slideshare va posar en marxa una funció anomenada Zipcasts que actua com un sistema de connexió social entre usuaris que permet als presentadors transmetre senyals d'àudio o video mentre que es reprodueix la presentació per Internet. A més a més, Zipcasts permet el xat en línea durant la presentació.
Zipcastc no soporta compartir la pantalla amb el presentador, una característica disponible en el serveis de pagament com WebEx i GoToMeeting. A més, els presentadors que utilitzen Zipcasts no són capaços de controlar el flux de la presentació, permetent als espectadors navegar cap enrere i endavant a través de les seves pròpies diapositives.